# Seth Warner
Seth Warner (17 mai 1743 – 26 décembre 1784) est né à Roxbury, dans le Connecticut, est un militaire américain.

## Biographie
En 1763, il déménagea avec son père à Bennington sans le territoire connu à l'époque sous le nom de New Hampshire Grants, et s'y établit en tant que chasseur.
Warner prouva ses qualités à la communauté locale, qui l'élit capitaine des Green Mountain Boys, la milice locale formée pour résister à l'autorité de New York sur le Vermont. Avec son cousin et fondateur de la milice, Ethan Allen, il fut proscrit, mais jamais capturé.
Durant la guerre d'indépendance américaine, il se battit du côté de l'Armée continentale en tant que colonel, bien que plus tard son régiment fut considéré comme étranger puisqu'appartenant à la république du Vermont. Il participa à la prise du Fort Ticonderoga, à l'invasion du Québec, à la bataille de Hubbardton et surtout à la bataille de Bennington. Puis, en 1782, sa santé déclinant, il retourna à Roxbury. Warner ne fut jamais talentueux dans les affaires financières, et ne parvint pas à s'enrichir comme de nombreux autres en spéculant sur la terre dans les nouveaux territoires. À la fin de sa vie, sa femme Hester dut demander charité au Congrès continental la charité. Après un long délai, il lui fut cédé un terrain de 8 km2 dans le nord-est de l'état, le Warner's Grant. Il était cependant trop tard pour Seth Warner, qui était mort depuis quatre ans. Il lui fut rendu hommage lors de la construction du Bennington Battle Monument, qui comprend une sculpture de Walter.